# John Bell (acteur, 1940)
Pour les articles homonymes, voir John Bell et Bell.
Pour les articles homonymes, voir John Bell.
John Bell (John Anthony Bell, né le 1er novembre 1940) est un acteur australien et directeur de théâtre. En 1978, il a été nommé dans l'Ordre de l'Empire britannique (OBE).

## Filmographie
- 1962 : The Devil to Pay
- 1976 : Break of Day
- 1982 : Far East de John Duigan
- 1989 : Mission impossible, 20 ans après, épisode The Fuehrer's Children
- 1995 : Chair de poule épisode 4, saison 1 La Fille qui criait au monstre

## Nominations et récompenses
- Nommé en tant que meilleur acteur dans Far East